# Näsens naturreservat
Näsens naturreservat är ett naturreservat i Linneryds socken i Tingsryds kommun i Småland (Kronobergs län).
Området är skyddat sedan 2022 och är 65 hektar stort. Det är beläget sydost om Linneryd på en halvö i sjön Viren och består av lövskog med inslag av tall, holmar och öppna mader.